# دموی بازی
دموی بازی اکثر اوقات به علت کمبود بودجه سازنده آن بازی می‌باشد تا از طریق فروش نسخه دمو ( کامل نشده) بازی بتواند سرمایه ای جمع کرده و ادامه مجموعه را بسازد و آن را کامل کند یا حتی گاهی ممکن است سازنده قصد ساخت ادامه بازی را نداشته باشد به موجب همین دموی آن را برای فروش می‌گذارد.مثل بازی لایف ایز استرنج و اساسینز کرید ۳: آزادسازی.

## دموی بازی چیست؟
نسخه‌های نمایشی معمولاً توسط ناشر بازی منتشر می‌شوند تا به مصرف‌کنندگان کمک کنند تا قبل از تصمیم‌گیری درباره خرید نسخه کامل و یا حفظ آن، احساسی از بازی داشته باشند.  نسخه ی نمایشی یک نسخه محدود از یک بازی است که به گیمرهای علاقه مند اجازه می دهد قبل از خرید آن را امتحان کنند. دموها معمولاً یک پنجره بسیار محدود به بازی ارائه می دهند. دموی بازی‌ها به ۲ دسته قابل بازی و غیرقابل بازی تقسیم می‌شود:

### دموهای قابل بازی
دموهای این گونه دقیقاً دارای همان گیم‌پلی نسخه نهایی هستند، هر چند که بسیاری از بخش‌ها و عوامل مختلف بازی در دمو، نسبت به نسخه کامل بازی محدود هستند.

### دموهای غیر قابل بازی
نسخه آزمایشی از یک بازی ویدیویی است که به یک محدودیت زمانی خاص یا یک نقطه در حال پیشرفت محدود شده است، که منجر به خرید بازی توسط بازیکن می‌شود که آن را دوست داشته باشد. نسخه ی نمایشی بازی به اشکالی مانند اشتراک افزار، دیسک آزمایشی، نرم افزار قابل دانلود و دموهای فنی ارائه می شود.

## توزیع
در اوایل دهه 1990، توزیع اشتراک‌افزار روشی محبوب برای انتشار بازی‌ها برای توسعه‌دهندگان کوچک‌تر، از جمله شرکت‌های نوپایی مانند Apogee Software (در حال حاضر 3D Realms )، Epic MegaGames (اکنون Epic Games )، و id Software بود . این به مصرف‌کنندگان این فرصت را می‌دهد تا قبل از خرید بقیه ماجرا، یک بخش آزمایشی از بازی را که معمولاً محدود به بخش اول یا «اپیزود» کامل بازی است، امتحان کنند. رک های بازی روی فلاپی دیسک های تک 5 1 ⁄ 4 اینچی و بعد از آن 3.5 اینچیدر بسیاری از فروشگاه ها رایج بود، اغلب بسیار ارزان. از آنجایی که نسخه‌های اشتراک‌افزار اساسا رایگان بودند، هزینه فقط برای پوشش دیسک و حداقل بسته‌بندی لازم بود. گاهی اوقات، دیسک های نمایشی در جعبه بازی دیگری توسط همان شرکت بسته بندی می شدند. از آنجایی که حجم فزاینده بازی‌ها در اواسط دهه 1990 باعث شد که آنها بر روی فلاپی دیسک قرار نگیرند، و ناشران خرده‌فروش و توسعه‌دهندگان شروع به تقلید جدی از این روش کردند، بازی‌های اشتراک‌افزار با نسخه‌های نمایشی کوتاه‌تری جایگزین شدند که یا به صورت رایگان روی سی‌دی‌ها همراه با مجلات بازی توزیع می‌شدند. به عنوان دانلود رایگان از طریق اینترنت، در برخی موارد تبدیل به محتوای انحصاری برای وب سایت های خاص .
Shareware همچنین روش توزیع انتخابی تیراندازی اول شخص مدرن اولیه (FPS) بود.
تفاوت فنی بین اشتراک‌افزار و دمو وجود دارد. تا اوایل دهه 1990، اشتراک‌افزار را می‌توان به راحتی با افزودن «قسمت‌های دیگر» یا بخش کامل بازی به نسخه کامل ارتقا داد. این باعث می شود که فایل های اشتراک افزار موجود دست نخورده باقی بماند. دموها از این جهت متفاوت هستند که برنامه های "خودی" هستند که نمی توان آنها را به نسخه کامل ارتقا داد. به عنوان مثال می توان به اشتراک افزار Descent در مقابل نسخه ی نمایشی Descent II اشاره کرد. بازیکنان می‌توانستند بازی‌های ذخیره شده خود را روی اولی حفظ کنند، اما دومی را نه.
مجلاتی که شامل نسخه‌های نمایشی روی سی‌دی یا دی‌وی‌دی هستند و به همین ترتیب ممکن است منحصر به یک نشریه خاص باشند. نسخه‌های نمایشی نیز گاهی بر روی نوار/دیسک‌های جلد منتشر می‌شوند ، به‌ویژه در بریتانیا و سرزمین اصلی اروپا ، اما با توجه به افزایش اندازه نسخه‌های نمایشی و در دسترس بودن گسترده اینترنت باند پهن، این روش رایج در دهه‌های 1980 و 1990 به تدریج تمرکز روی جلد را به بازی‌های کامل از دست داد . با ظهور سرویس‌های آنلاین برای کنسول‌ها، نسخه‌های نمایشی نیز به‌عنوان دانلود رایگان یا پریمیوم در دسترس هستند. 
سازندگان کنسول همچنین اغلب سیستم‌های خود را با یک دیسک نمایشی حاوی پیش‌نمایش‌های قابل پخش بازی‌ها منتشر می‌کنند تا برای کنسول خود منتشر شوند.

## فرمت متوسط
در دسترس بودن دموها بین فرمت ها متفاوت است. سیستم‌هایی که از کارتریج استفاده می‌کنند معمولاً به دلیل هزینه‌های تکراری، نسخه‌های نمایشی در دسترس نداشتند، مگر اینکه دیجیتالی باشند، در حالی که سیستم‌هایی که از رسانه‌های تولید شده ارزان‌تر مانند نوار ، فلاپی دیسک و بعداً CD-ROM و DVD- پشتیبانی می‌کنند. رام ، انجام دهید. در حال حاضر، اینترنت منبع اصلی دموها است، زیرا تقریباً تمام توسعه دهندگان بازی و پلتفرم‌ها بر توزیع آنلاین تمرکز می‌کنند.